# Fabrice Catherine
Fabrice Catherine (* 12. Mai 1973 in Caen) ist ein ehemaliger französischer Fußballspieler.
Der Torwart begann seine Karriere in der Jugendabteilung des SM Caen. 1997 bekam er seinen ersten Profivertrag. Dort spielte er bis zum Jahr 2002, ehe er zu CS Sedan wechselte. Nach einem enttäuschenden Jahr ohne Pflichtspieleinsatz wechselte er in die zweite portugiesischen Liga zu GD Estoril. Zur Saison 2004/05 wechselte er wieder zurück in die Heimat zu Stade Laval. 2006 zog es ihn weiter zum FC Tours, wo er jedoch auch nur ein Jahr blieb und dann zur Saison 2007/08 zu Stade Rennes wechselte. Ab der Saison 2008/09 steht er beim AS Cherbourg unter Vertrag. Im Sommer 2009 beendete er seine Laufbahn.